# کیانوکو
کیانوکو (به ایتالیایی: Chianocco) یک کومونه در ایتالیا است که در استان تورین واقع شده‌است.

## خصوصیات
کیانوکو ۱۸٫۶ کیلومترمربع مساحت و ۱٬۶۹۸ نفر جمعیت دارد و ۵۵۰ متر بالاتر از سطح دریا واقع شده‌است.